# Neretta cuneese
La Neretta cuneese è un vitigno a bacca nera coltivato in Piemonte, nella provincia di Cuneo, nel Pinerolese e nella Valsusa.

## Sinonimi
Neretto (Neretta, Neiretto, Neiretta) di Costigliole, di Saluzzo, del Cuneese-Fossanese, del Monregalese, di Carrù, di Farigliano, di Bene, del Monregalese, del Cuneese, dell'Albese, del Beinale; Neretta piccola di Dogliani e del Monregalese; Costiola o Costigliola: Albese di Bra; Fresa di Nizza (a Rivoli).

Molti vitigni autoctoni vengono erroneamente chiamati Neretto o simili, spesso vengono sono anche confusi con esso. 
Sono invece cultivar differenti, localmente chiamati "neretto": il Neret di Verzuolo (o degli Alteni), il Neretto di Marengo, il Neretto di Gattinara e dell'Alto Novarese, il Neretto di Bairo, il Nerano (dintorni di Torino, Pinerolo e Canavese), il Tadone delle Langhe, il Bolgnino, la Lambrusca di Alessandria e il Neyret (Valle di Aosta).

## Ampelografia
- Tralcio erbaceo di sezione circolare, leggermente costoluto, di colore rosso; i viticci sono rosso-bronzo e le foglie verde cupo sfumate di rosso alla base:
- Grappolo grande, compatto, conico-piramidale, raramente presenta due piccole ali
- Acino sferoidale, che si separa facilmente dal pedicello; colore blu nerastro, pruinoso.[1]

## Sistemi di allevamento
Di altezza media, viene potato a Gujot con molte gemme (fino a 14) e coltivato normalmente su terreni argilloso-calcarei di collina. Il vitigno possiede una forte vigoria ed è perfettamente adattato alle condizioni climatiche del territorio pedemontano grazie alla sua ottima resistenza al freddo prolungato. Produttività alta e costante.